# Bamboutos
Bamboutos ist ein Département der Region Ouest in Kamerun.
Auf einer Fläche von 1173 km² leben nach der Volkszählung 2001 318.848 Einwohner. Die Hauptstadt ist Mbouda.

## Gemeinden
- Babadjou
- Batcham
- Galim
- Mbouda